# Valgamaa
Valgamaa (plným oficiálním názvem Valga maakond) je jeden z patnácti estonských krajů. Nachází se na jihu Estonska a sousedí s kraji Põlvamaa, Võrumaa, Viljandimaa a Tartumaa.

## Správní členění
Kraj se administrativně člení na tři venkovské obce Otepää, Tõrva a Valga.